# Монголска инвазија на Кијевску Русију
Продор Монгола (или Татара) на подручје Руса чинило је неколико кључних догађаја. Први битнији догађај био је сукоб Руса и Татара на реци Калки 1223. године, где је руска војска потучена. Татари су 1237. године продрли у североисточну Русију, а велико пустошење Кијева се догодило 1240. године. Русија је као европска држава временом потпадала под утицај Азије и њене културе, што ће много утицати на њену будућност.

## Монголско освајање
Татари су 1235. освојили земљу камских Прабугара, а након тога су упали на територију Рјазања. Ниједан Руски кнез се није одазвао позиву рјазањских кнежева у помоћ. Након Рјазања, пао је и Суздаљ, Москва и Владимир. Татари су наставили поход на северозапад, према Новгороду, али су шуме и мочваре омеле Монголско освајање. Али убрзо је и Новгород признао Монголску власт. Татари су наставили пустошење јужне Русије 1240. када су похарали Кијев.
Сви ти догађаји су створили нове политичке односе у Источној Европи. Русија је пала под власт наследника Џингис-кана. Он је владао огромним царством, тако да је фактички Русија постала северозападна покрајина тог царства. Златна хорда је управљала Русијом из Сараја. Златна Хорда је до 1260. године била у вези са главном Хордом у Монголији, а те године је постала самостална. Русија је потпадала под власт Златне Хорде као скуп вазалних кнежевина.

## Монголска власт
Татарски освајачи нису много мењали руски систем управљања, али су кнежеви од великог кана морали да добију повељу (јарлик), којим би се потврдио њихов положај. Да би добили повељу, кнежеви су морали да путују у Сарај и Монголију, где су према великом кану исказивали понизно поштовање, као и богате дарове. 
Монголске власти су извршиле попис руског становништва, и свима, осим свештенству је наметнуто плаћање данка. Данак су скупљали татарски представници које су контролисали монголски заступници. Понекад се дешавало да мањи канови захтевају од руских кнезова војне одреде, који би се прикључили монголским у освајањима. Руси су ово доживљавали као понижење и често су се бунили. Монголи су били веома свирепи према учесницима таквих побуна, коју су гушили на бруталне и свирепе начине. Временом су се моћнији руски кнежеви изборили за право да сами скупљају данак на својој територији.
Након погибије Јурија II 1238. у бици на реци Сит, његов брат Јарослав је прешао из Кијева у Владимир, и Бату-кан га је 1243. признао за владара. Јарослав је умро три године касније, а њега на престолу је наследио његов брат Свјатослав. Свјатослав је умро следеће године, а њега је наследио његов син Андреј.
Андреј се оженио ћерком галичког кнеза Данила и желео је да уједини северну и јужну Русију и ослободи је од власти Монгола. Више година се борио са сопственим племством и успео да присвоји титулу владара Волиња и Галиције. Након тога, покушао је да са западним суседима Пољском и Угарском склопи савез, који би могао да парира Монголима, али њихови преговори нису успели. Андреј је морао да се потчини Бату-кану 1245. године. Након тога је успоставио контакт са папом Иноћентијем IV, коме је обећао да ће спровести уједињење са римокатоличком црквом. Папа му је послао круну 1255. и Андреј је 1255. године крунисан. Осим тога, он није добио никакву конкретну помоћ. Једино помоћ је добио од Миндаугаса, првог краља Литваније. Данило је под претњом Монголске одмазде морао 1260. да уклони своја утврђена и да се одрекне планова против Монгола.